# Певантосё
Певантосё (устар. Пеум-То-Сё) — река в Приуральском районе Ямало-Ненецкого АО. Исток находится с южной стороны озера Певанто, устье — в 504 км по левому берегу реки Щучья, длина реки 13 км.

## Данные водного реестра
По данным государственного водного реестра России относится к Нижнеобскому бассейновому округу, водохозяйственный участок реки — Обь от города Салехард и до устья, речной подбассейн реки — бассейны притоков Оби ниже впадения Северной Сосьвы. Речной бассейн реки — (Нижняя) Обь от впадения Иртыша.